# 袁培琳
袁培琳（1991年—），湖北黄石人，中国女子跳水运动员。她曾获得2005年世界游泳锦标赛女子双人10米跳台金牌。